# Musée de la Franc-Maçonnerie

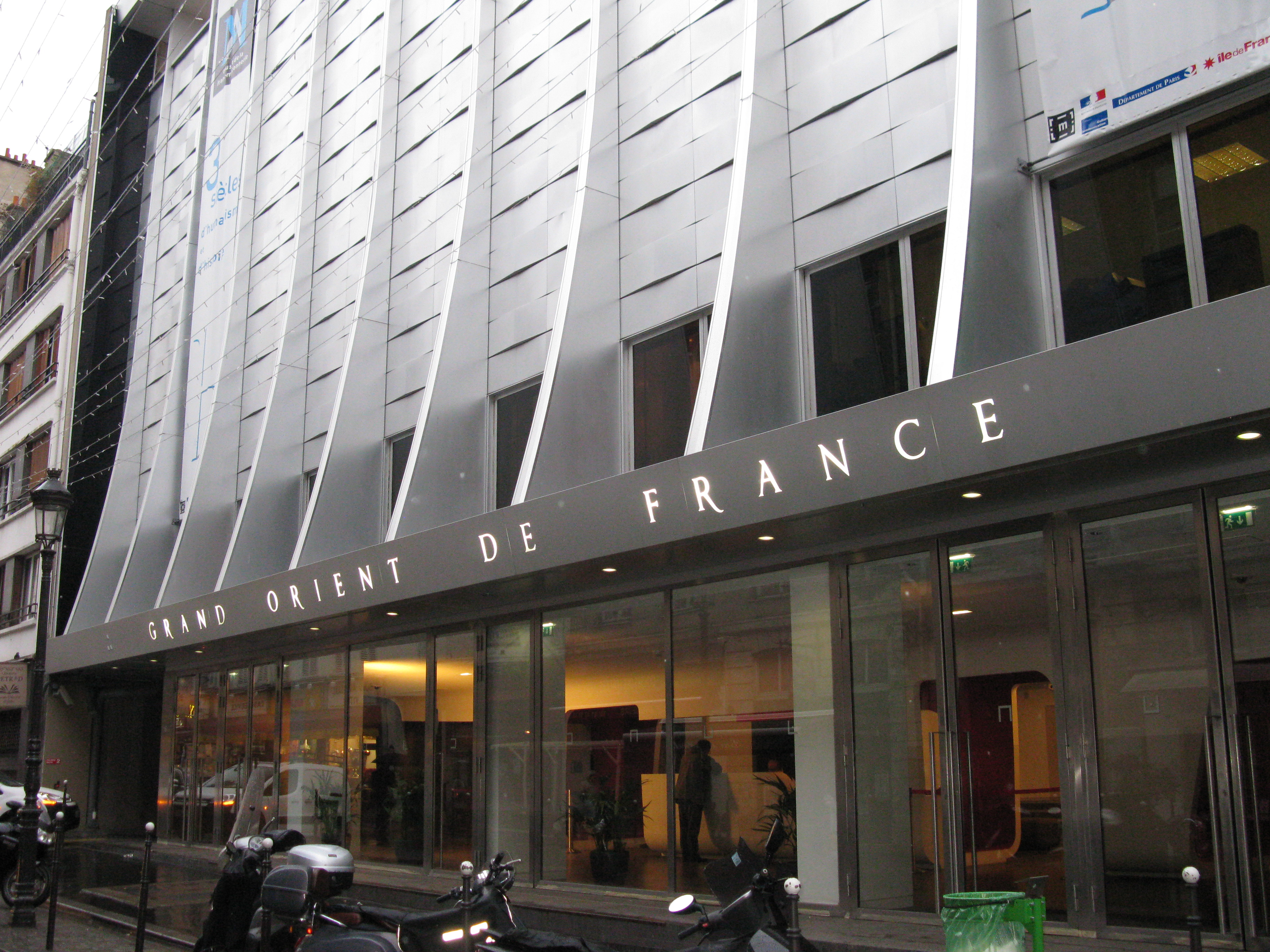
Musée de la Franc-Maçonnerie

Das Musée de la Franc-Maçonnerie (Französisches Museum der Freimaurerei) ist ein Museum der Freimaurerei im 9. Arrondissement von Paris. Es wurde 1889 vom Grand Orient de France als Kuriositätenkabinett im Hotel „Cadet“ gegründet. 
Während der deutschen Besetzung Frankreichs im Zweiten Weltkrieg wurde es zerstört. 1973 wurde es wiedereröffnet und im Jahr 2000 zum offiziellen Museum Frankreichs erklärt. Im selben Jahr wurden viele seiner historischen Dokumente von Russland zurückgegeben, wohin sie nach der Niederlage Deutschlands im Zweiten Weltkrieg vom KGB verbracht worden waren. Nach umfangreichen Renovierungsarbeiten ist das Museum seit Februar 2010 wieder für die Öffentlichkeit zugänglich. Es wird vom Kulturministerium, der Region Île-de-France und Stadt Paris unterstützt.
Heute präsentiert das Museum die Geschichte der französischen Freimaurerei anhand ihrer Symbole, Grade, Dokumente und Objekte. Die Dauerausstellungsfläche (800 m2) umfasst rund 10.000 Ausstellungsstücke, das Archiv (400 m2) etwa 23.000 Bände und weitere 400 m2 sind temporären Ausstellungen gewidmet. Zu den historisch wichtigen Gegenständen in seiner Sammlung gehören beispielsweise Voltaires Freimaurerschürze (1778), Lafayettes Freimaurerschwert, eine Erstausgabe von James Andersons Constitutions of the Free Masons (1723), satirische Drucke von William Hogarth (1697–1764) und eine Meissener Porzellanfigur (1740).